# Magyar Ház

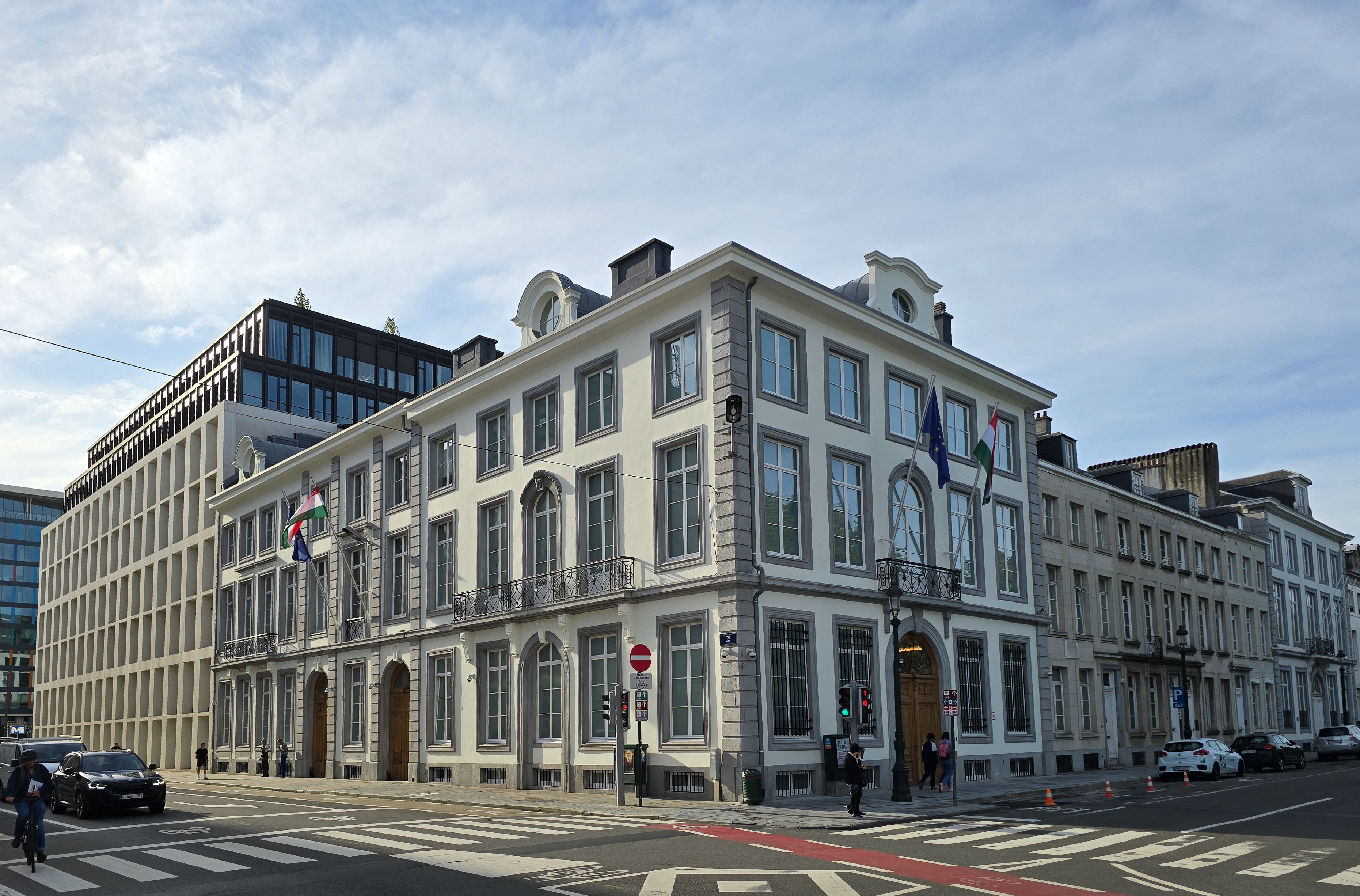

A brüsszeli Magyar Ház 2165 m2-es műemlék jellegű épületét a magyar állam 2021-ben vásárolta meg a 2024-es magyar EU-elnökség céljaira.

## Elhelyezkedése
A Rue de la Loi/Wetstraat 9. szám alatti, a Brüsszeli Királyi Palota előtt elterülő központi városi parkra, a Parc de Bruxelles-re néző saroképület a belga miniszterelnökség, valamint az orosz és az amerikai nagykövetség szomszédságában, az EU-s intézményektől és a brüsszeli magyar EU-képviselettől 5–15 perces sétatávolságra helyezkedik el.

## Története
A palota terveit Barnabé Guimard 1778-ban készítette, az építkezést Josse Massion 1781-ben fejezte be. A 19. század folyamán előbb egy Windischgrätz herceg, utána az orániai herceg szárnysegédje, majd pedig a brüsszeli elithez tartozó Blondel és Hendecourt családok tulajdonában volt. A századfordulón, több átépítést követően vásárolta meg a belga állam. A 18. század végi elemeket ma is őrző ház főbejárata 1815 után került a mai helyére. Az épület 21. századi méretét és kapu mögötti arcát 1870-re nyerte el.
A magyar állam 2021-ben vásárolta meg az ingatlant. Olivier Carette, a Belga Ingatlanszövetség ügyvezető igazgatója szerint a „Triple A”, azaz a legjobb besorolású ingatlanok közé tartozik az épület. Független ingatlanpiaci szakértők 5–7 millió euróra becsülték az épület értékét, a hivatalos értékbecslés meghaladta a 10 millió eurót. A magyar állam végül 10 millió eurót fizetett érte.
A magyar nagykövetség 2023-ban építésügyi engedélyt kért a városi hatóságoktól az épület felújítására, amelynek alapján az 1680 négyzetméteres hasznos irodaterülettel rendelkező épületen komoly strukturális változásokat hajtottak végre. Az 5,6 millió euró értékű felújítást a Gerencsér-család érdekeltségébe tartozó Laterex Építő Zrt. végezte el a 2024-es magyar EU-elnökség kezdetére, 2024 nyarára.